# 六子のM-Street
『六子のM-Street』（ろこのエムストリート）は、2007年4月7日から2017年3月25日までエフエム山陰 (V-air) で放送されていたラジオ番組。パーソナリティの六子による歌とトークを中心とした内容で放送されていた。放送時間は毎週土曜 11:00 - 11:55（日本標準時）。

## 出演者

### パーソナリティ
- 六子 - 途中、2013年11月から2014年2月まで第1子出産を、2015年8月から9月まで第2子出産を控えて産休を取っていた。その間は、後述のMOEが代理パーソナリティを務めていた[5]。
- 母里由美子（2007年4月 - 2008年3月[2]）
- べるを（2008年4月 - 2014年9月[6]）

### コーナー出演者
- ことのは → kotonoha（2010年4月 - ） - 六子と同じ事務所に所属していたガールズユニット。MOEとYUKAのいずれかが出演し、「心のことのは」と「kotonohaのGirl's Party」のコーナーを担当した[7][8]。
- 奈都子 - 六子と同じ事務所に所属しているシンガーソングライター。マンスリーゲストとして出演したり[3]、コーナーレギュラーを務めたりしていた[6]。後番組の『うたものがたり』ではパーソナリティを務めていた。

## コーナー
今月のM-Street一押しアーティスト
山陰地方を拠点に活動しているクリエーター（ジャンル、メジャー、インディーズを問わず）をゲストに招いてのトーク。
島根スサノオマジックを応援しよう
Bリーグ 島根スサノオマジックの試合情報などを紹介するコーナー。
今週のロコレコメンド
六子のお勧めインディーズ アーティストを紹介するコーナー。